# Cabrejas del Campo
Cabrejas del Campo est une commune espagnole de la province de Soria en Castille-et-León.